# Kuotmuspää
Kuotmuspää är en kulle i Finland.   Den ligger i den ekonomiska regionen Norra Lappland och landskapet Lappland, i den norra delen av landet, 900 km norr om huvudstaden Helsingfors. Toppen på Kuotmuspää är 530 meter över havet, eller 249 meter över den omgivande terrängen. Bredden vid basen är 5,2 km.
Terrängen runt Kuotmuspää är huvudsakligen lite kuperad.  Trakten runt Kuotmuspää är nära nog obefolkad, med mindre än två invånare per kvadratkilometer. Det finns inga samhällen i närheten. Omgivningarna runt Kuotmuspää är i huvudsak ett öppet busklandskap.